# Антоний Крылов
Антоний Крылов (или Крыло; ум. до 21 (31) декабря 1630), — монах, хранитель библиотеки Троице-Сергиева монастыря, справщик Печатного двора. Вместе с архимандритом Дионисием, Арсением Глухим и Иваном Наседкой участвовал в исправлении Требника (1616—1618).

## Биография
Сведения о жизни Антония Крылова скупы и обрывочны. Первое упоминание о нём относится к 24 октября (3 ноября) 1615 года, когда находившийся в Москве келарь Троице-Сергиева монастыря Авраамий Палицын сообщил архимандриту этого же монастыря Дионисию и казначею Иосифу Панину, что Михаил Фёдорович требует прислать в столицу старцев Арсения Глухого и библиотекаря Антония Крылова: им предстояло подготовить исправленный текст Требника, который после этого предполагалось напечатать. Поскольку Антоний в описываемое время был болен, архимандрит Дионисий нашёл ему замену в лице Ивана Наседки, который и отправился в Москву вместе с Арсением Глухим.
8 (18) ноября 1616 года появилось новое царское распоряжение, согласно которому вся деятельность по исправлению Требника переносилась в Троице-Сергиев монастырь и поручалась архимандриту Дионисию, «старцу канонархисту Арсению <Глухому> да книгохранителю старцу Антонию, да попу Ивану <Наседке> и иным духовным и разумичным старцом». Антоний Крылов принимал самое деятельное участие в исполнении этого поручения: он не только сам исправлял книги, но и в качестве библиотекаря подбирал необходимые рукописи и давал своим коллегам советы. На московском Соборе 1618 года он, наряду с остальными справщиками, был обвинён в ереси и осуждён, однако год спустя патриарх Иерусалимский Феофан IV и патриарх Московский Филарет оправдали всех учёных мужей. После вынесения оправдательного приговора Антоний Крылов (вместе с Арсением Глухим) был определён в книжные справщики на московский Печатный двор, где служил с февраля 1620 по сентябрь 1628 года. Время смерти Антония определяется вкладной записью, датированной 21 (31) декабря 1630 года.